# Land of the Free (hymne)
Pour les articles homonymes, voir Land of the Free.
Land of the Free est l'hymne national du Belize depuis 1981. Les paroles ont été écrites par Samuel Alfred Haynes et la musique composée par Selwyn Walford Young en 1963.
Cette expression « Land of the Free » figure aussi dans l'hymne national américain, appelé The Star-Spangled Banner.

## Paroles
O, Land of the Free by the Carib Sea,

Our manhood we pledge to thy liberty!

No tyrants here linger, despots must flee

This tranquil haven of democracy.

The blood of our sires, which hallows the sod,

Brought freedom from slavery oppression's rod,

By the might of truth and the grace of God.

No longer shall we be hewers of wood.

Arise! ye sons of the Baymen's clan,

Put on your armour, clear the land!

Drive back the tyrants, let despots flee -

Land of the Free by the Carib Sea!

Nature has blessed thee with wealth untold,

O'er mountains and valleys where prairies roll;

Our fathers, the Baymen, valiant and bold

Drove back the invader; this heritage hold

From proud Rio Hondo to old Sarstoon,

Through coral isle, over blue lagoon;

Keep watch with the angels, the stars and moon;

For freedom comes tomorrow's noon.

Arise! ye sons of the Baymen's clan,

Put on your armour, clear the land!

Drive back the tyrants, let despots flee -

Land of the Free by the Carib Sea!

## Traduction en français
O, Terre de la liberté par la mer des caraïbes,

Notre virilité nous engageons à ta liberté!

Aucun tyran ici ne s'attarde, les despotes doivent fuir

De ce havre tranquille de la démocratie.

Le sang de nos pères, qui sanctifie le gazon,

Apporté la liberté de la tige de l'oppression de l'esclavage,

Par la puissance de la vérité et la grâce de Dieu.

Nous ne serons plus des coupeurs de bois.

Debout! vous les fils du clan des hommes de baie,

Mettez votre armure, défrichez la terre!

Repoussez les tyrans, laissez les despotes s'enfuir -

Terre de la liberté par la mer des Caraïbes!

La nature t'a béni avec la richesse indicible,

Au-dessus des montagnes et des vallées où les prairies roulent;

Nos pères, les hommes de baie, vaillants et audacieux

Repousser l'envahisseur; ce patrimoine

Du fier fleuve Rio Hondo au vieux Sarstoon,

À travers l'île de corail, sur le lagon bleu;

Surveille les anges, les étoiles et la lune.

Pour la liberté vient le midi de demain

Debout! vous les fils du clan des hommes de baie,

Mettez votre armure, défrichez la terre!

Repoussez les tyrans, laissez les despotes s'enfuir -

Terre de la liberté par la mer des Caraïbes!